# 通杜山
45°45′49″N 06°45′19″E / 45.76361°N 6.75528°E

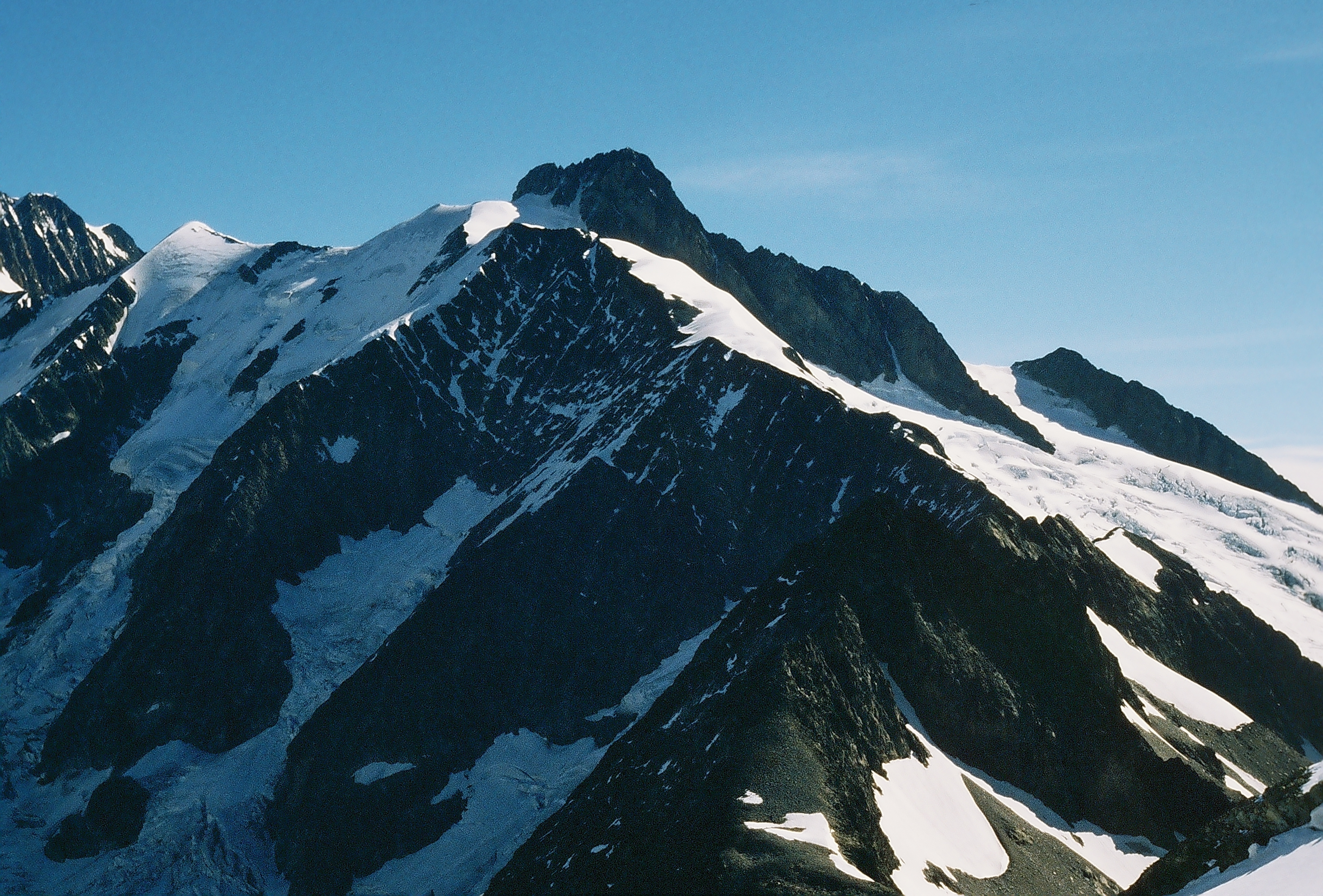

通杜山（法語：Mont Tondu），是法國的山峰，位於該國東南部，由奧文尼-隆-阿爾卑斯大區負責管轄，屬於蒙布朗山的一部分，海拔高度3,196米，每年平均降雨量1,567毫米。